# Mario Rademeyer
Mario Rademeyer (...) è un ex pilota motociclistico sudafricano.

## Carriera
Nel 1983 partecipa al gran premio di casa in qualità di wild card in sella ad una Yamaha in classe 250. Non riesce a portare a termine la gara a causa di una caduta. L'anno seguente corre da privato nella stessa classe con la stessa moto. Ottiene la pole postion al gran premio di casa che però conclude fuori dai punti (11º). Ottiene i suoi primi punti iridati al gran premio successivo conquistando l'8º posto a fine gara. L'anno dopo partecipa ancora come privato al mondiale sempre nella stessa classe con la stessa moto. Al gran premio di casa ottiene il giro veloce e il suo primo podio iridato grazie al 3º posto ottenuto al traguardo. Pur non riuscendo più ad andare a punti dopo questa impresa, chiude la stagione 15º in classifica con 10 punti risultando la sua migliore nel mondiale. L'anno seguente partecipa al gran premio di Germania da wild card ma non riesce a partire. Sarà anche la sua ultima apparizione nel mondiale.

## Risultati nel motomondiale
| 1983 | Classe | Moto   |     |  |  |  |  |  |  |  |  |  |  |    |  |  | Punti | Pos. |
| ---- | ------ | ------ | --- |  |  |  |  |  |  |  |  |  |  | -- |  |  | ----- | ---- |
| 1983 | 250    | Yamaha | Rit |  |  |  |  |  |  |  |  |  |  | NE |  |  | 0     |      |

| 1984 | Classe | Moto   |    |   |    |     |    |    |  |    |    |    |  |    |  |  | Punti | Pos. |
| ---- | ------ | ------ | -- | - | -- | --- | -- | -- |  | -- | -- | -- |  | -- |  |  | ----- | ---- |
| 1984 | 250    | Yamaha | 11 | 8 | 17 | Rit | 12 | 18 |  | NQ | 21 | NP |  | 11 |  |  | 3     | 27º  |

| 1985 | Classe | Moto   |   |    |    |    |    |  |    |    |    |    |    |     |  |  | Punti | Pos. |
| ---- | ------ | ------ | - | -- | -- | -- | -- |  | -- | -- | -- | -- | -- | --- |  |  | ----- | ---- |
| 1985 | 250    | Yamaha | 3 | NP | NP | NQ | NP |  | NP | NQ | 21 | 17 | NP | Rit |  |  | 10    | 15º  |

| 1986 | Classe | Moto   |  |  |    |  |  |  |  |  |  |  |  |    |  |  | Punti | Pos. |
| ---- | ------ | ------ |  |  | -- |  |  |  |  |  |  |  |  | -- |  |  | ----- | ---- |
| 1986 | 250    | Yamaha |  |  | NP |  |  |  |  |  |  |  |  | NE |  |  | 0     |      |

| Legenda | 1º posto        | 2º posto            | 3º posto            | A punti      | Senza punti        | Grassetto – Pole position Corsivo – Giro più veloce |
| Legenda | Gara non valida | Non qual./Non part. | Ritirato/Non class. | Squalificato | '-' Dato non disp. | Grassetto – Pole position Corsivo – Giro più veloce |